# Sinhronizacija
Sinhronizacija je uskladitev dejanj in pojavov, da se med sabo časovno ujemajo oz. potekajo istočasno.